# Ousmane Dembélé
Masour Ousmane Dembélé (Vernon, 1997. május 15. –) világbajnok francia válogatott labdarúgó, csatár. A Ligue 1-ben szereplő Paris Saint-Germain játékosa.

## Pályafutása

### Rennes
Dembélé 2014. szeptember 6-án mutatkozott be a francia amatőr ligában, a Rennes második csapatában a 78. percben váltotta Zana Alléet. Ő szerezte a Guingamp tartalékjai ellen 2-0-ra megnyert bajnoki második gólját megelőzően gólpasszt adott. Első gólját a Laval tartalékjainak lőtte november 9-én. Első szezonjában 13 bajnokin ugyanennyi gólt ért el, és lőtt egy mesterhármast 2015. május 16-án a  Hérouville SC elleni 6-1-es bajnokin.
2015. szeptember 6-án pályára lépett a League 1-ben is, amikor Kamil Grosicki helyére állt be az utolsó 5 percre az Angers SCO ellen. 2015. november 22-én szerezte első felnőtt gólját a FC Girondins de Bordeaux elleni 2-2-es bajnokin. 2016. március 6-án mestermármast szerzett a FC Nantes ellen. A Borussia Dortmund május 12-én hivatalos honlapján jelentette be, hogy mindenben megegyeztek a francia tehetséggel és klubjával is. 2021-ig írt alá.

### Borussia Dortmund
2016. augusztus 14-én mutatkozott be új csapatában a Német Szuperkupa döntőjében, ahol csapata 0–2 arányban vereséget szenvedett a Bayern Münchentől. Első gólját 2016. szeptember 20-án lőtte a Borussia mezében, a VfL Wolfsburg elleni találkozón, amit a Dortmund 5–1-re nyert meg a Volkswagen Arénában. 2016. november 22-én pályafutása első Bajnokok Ligája mérkőzésén gólt szerzett a Legia Varsó elleni 8–4-es eredményt hozó csoportmérkőzésen.  2017. április 12-én az AS Monaco elleni negyeddöntős mérkőzésen is eredményes volt a Signal Iduna Parkban, de csapata kiesett, a franciák 3-2-es összesítéssel jutottak tovább. Április 26-án győztes gólt lőtt a Bayern elleni kupa elődöntőben.
2017. május 27-én a Dortmund az ő vezérletével megnyerte a 2016–2017-es kupadöntőt, Dembélét pedig a mérkőzés legjobbjának választották. A szezon végén bekerült a Bundesliga álomcsapatába és ő lett az évad fiatal labdarúgója.

### FC Barcelona
2017. augusztus 25-én az FC Barcelona öt évre szerződtette, 105 000 000 euróért, kivásárlási árát 400 000 0000 euróban meghatározva. A Rennes, mint nevelőklubja, 20 000 000 euró összegben részesedett az átigazolási díjból.
Szeptember 9-én a La Liga 2017/18-as kiírásának 3. fordulójában lépett pályára első alkalommal az együttesben a városi rivális Espanyol ellen. Az 5–0-ra nyert mérkőzésen a 68. percben kapott lehetőséget, és az utolsó gólnál asszisztot készített elő Luis Suáreznek.
2018. március 14-én szerezte első gólját, hazai környezetben a Chelsea elleni Bajnokok Ligája  nyolcaddöntőjének visszavágóján. A 3–0-ra végződő találkozó második gólját szerezte a 20. percben.

### Paris Saint-Germain
2023. augusztus 12-én Dembélé öt évre szóló szerződést írt alá a Ligue 1-ban szereplő Paris Saint-Germain csapatához.

## Statisztika
2022. szeptember 3-i állapot szerint.
| Klub              | Szezon           | Bajnokság        | Bajnokság | Bajnokság | Kupa  | Kupa  | Ligakupa | Ligakupa | Európai | Európai | Egyéb | Egyéb | Összes | Összes |
| Klub              | Szezon           | Liga             | Mérk.     | Gólok     | Mérk. | Gólok | Mérk.    | Gólok    | Mérk.   | Gólok   | Mérk. | Gólok | Mérk.  | Gólok  |
| ----------------- | ---------------- | ---------------- | --------- | --------- | ----- | ----- | -------- | -------- | ------- | ------- | ----- | ----- | ------ | ------ |
| Rennes II         | 2014–15          | CFA              | 18        | 13        | —     | —     | —        | —        | —       | —       | —     | —     | 18     | 13     |
| Rennes II         | 2015–16          | CFA              | 4         | 0         | —     | —     | —        | —        | —       | —       | —     | —     | 4      | 0      |
| Rennes II         | Összesen         | Összesen         | 22        | 13        | —     | —     | —        | —        | —       | —       | —     | —     | 22     | 13     |
| Rennes            | 2015–16          | Ligue 1          | 26        | 12        | 2     | 0     | 1        | 0        | —       | —       | —     | —     | 29     | 12     |
| Rennes            | Összesen         | Összesen         | 26        | 12        | 2     | 0     | 1        | 0        | —       | —       | —     | —     | 29     | 12     |
| Borussia Dortmund | 2016–17          | Bundesliga       | 32        | 6         | 6     | 2     | —        | —        | 10      | 2       | 1     | 0     | 49     | 10     |
| Borussia Dortmund | 2017–18          | Bundesliga       | 0         | 0         | 0     | 0     | —        | —        | 0       | 0       | 1     | 0     | 1      | 0      |
| Borussia Dortmund | Összesen         | Összesen         | 32        | 6         | 6     | 2     | —        | —        | 10      | 2       | 2     | 0     | 50     | 10     |
| Barcelona         | 2017–18          | La Liga          | 17        | 3         | 3     | 0     | —        | —        | 3       | 1       | —     | —     | 23     | 4      |
| Barcelona         | 2018–19          | La Liga          | 29        | 8         | 4     | 2     | —        | —        | 8       | 3       | 1     | 1     | 42     | 14     |
| Barcelona         | 2019–20          | La Liga          | 5         | 1         | 0     | 0     | —        | —        | 4       | 0       | 0     | 0     | 9      | 1      |
| Barcelona         | 2020/21          | La Liga          | 30        | 6         | 6     | 2     | —        | —        | 6       | 3       | 2     | 0     | 44     | 11     |
| Barcelona         | 2021/22          | La Liga          | 21        | 1         | 1     | 1     | —        | —        | 9       | 0       | 1     | 0     | 32     | 2      |
| Barcelona         | 2022/23          | La Liga          | 4         | 1         | 0     | 0     | —        | —        | 0       | 0       | 0     | 0     | 4      | 1      |
| Barcelona         | Összesen         | Összesen         | 106       | 20        | 14    | 5     | —        | —        | 30      | 7       | 4     | 1     | 154    | 33     |
| KARRIER ÖSSZESEN  | KARRIER ÖSSZESEN | KARRIER ÖSSZESEN | 186       | 51        | 22    | 7     | 1        | 0        | 40      | 9       | 6     | 1     | 255    | 68     |

### A válogatottban
Utoljára frissítve: 2025. június 5.
| Nemzet        | Év       | Pályára lépések | Gólok |
| ------------- | -------- | --------------- | ----- |
| Franciaország | 2016     | 3               | 0     |
| Franciaország | 2017     | 4               | 1     |
| Franciaország | 2018     | 14              | 1     |
| Franciaország | 2021     | 6               | 2     |
| Franciaország | 2022     | 8               | 0     |
| Franciaország | 2023     | 7               | 1     |
| Franciaország | 2024     | 11              | 1     |
| Franciaország | 2025     | 3               | 1     |
| Összesen      | Összesen | 56              | 7     |

## Sikerei, díjai

### Klubcsapatokban
Borussia Dortmund
- Német kupa: 2016–17

 Barcelona
- La liga: 2017–18, 2018–19, 2022–23
- Spanyol kupa: 2017–18, 2020–21
- Spanyol szuperkupa: 2018, 2022–23

 Paris Saint-Germain
- Ligue 1:: 2023–24, 2024–25
- Francia szuperkupa: 2023, 2024
- Francia kupa: 2023–24, 2024–25
- Bajnokok ligája: 2024–25

### A válogatottban
- Világbajnokság
  - győztes: 2018
  - ezüstérmes: 2022
- UEFA Nemzetek Ligája bronzérmes: 2024–25